# サスティナ (企業)
株式会社サスティナは、かつて福井県福井市の東証1部上場企業であった江守グループホールディングス株式会社（旧:江守商事）が破綻（後述）したのち、商号変更した株式会社である。現在の所在地は東京都である。

## 沿革
- 1906年3月 - 江守薬店創業。
- 1958年5月 - 株式会社江守商店設立。
- 1970年11月 - 江守商事株式会社に商号変更。
- 1994年2月 - 株式を店頭公開（現在の東京証券取引所スタンダード上場）。
- 2005年4月 - 東京証券取引所2部(現・スタンダード)上場。
- 2006年3月 - 東京証券取引所1部(現・プライム)に指定替え。
- 2014年4月1日 - 持株会社体制へ移行。江守グループホールディングス株式会社へ商号変更するとともに、経営管理以外の事業を江守商事分割準備株式会社に承継。江守商事分割準備株式会社が江守商事株式会社（現・興和江守株式会社）に商号変更。
- 2015年
  - 5月1日 - 東京地方裁判所から民事再生手続開始決定を受ける[2][3]。
  - 5月31日 - 東京証券取引所1部の上場廃止[4]。
- 2018年
  - 6月 - 本社を福井市毛矢1丁目から福井市大手2丁目へ移転。
  - 12月19日 - 株式会社サスティナに商号変更。同時に本社を福井市から江東区へ移転。
- 2019年7月 - 本社を江東区から東京都中央区へ移転。

## 民事再生法申請
同社は福井市に地盤を置き、主に化学品、合成樹脂、電磁材料などを扱う卸売商社であった。2005年頃から中国に進出、順調に取引規模を拡大し、2014年には売り上げの7割を中国が占めるようになっていた。
2010年3月期からは売上・利益共に増収増益が続いていたが、5期連続で営業キャッシュフローがマイナスであった。これは、資金が社内から継続的に流出していることを示すデータである。2014年10月20日には、2015年3月期の連結経常利益を59億円から22.5億円へ、期末配当37円を未定に変更する下方修正を発表。この発表により株価は1700円台から1000円台まで下落した。
2015年2月、監査法人から中国の連結子会社の経理について不正の疑いを指摘され、2014年第3四半期決算の延期を発表。調査の結果、現地法人の中国人責任者が自分の親族が経営する企業と大規模な「売り戻し取引」を行っていたことが発覚した。
売り戻し取引とは、仕入れ先と販売先が同一の取引を意味し、帳簿で操作されるのみで商品は動いていない架空取引である。中国法人の責任者は自分の親族の経営する企業に対し、仕入れの代金のみ実際に支払い、販売代金は未収金として回収せず、数百億円規模で資金を流出させていた。調査によりこの相手企業には実態がなく、代金の回収は不可能であることが判明した。予定より一か月遅れて2015年3月16日に発表した決算では、この販売代金を回収不能とし、貸倒引当金462億500万円として計上した。この特別損失計上により、同社は一転して234億2400万円の債務超過に転落した。
一連の経緯が判明して以来、同社は出資先を探すなど再建を模索したが、最終的には自主再建を断念し、2015年4月30日 民事再生法の適用を申請し、事実上倒産した。その後発表した決算では債務超過は約343億円まで拡大した。負債は約711億円であった。同年度第3位の大型倒産であったが、読売オンラインでは地方版でしか報じられないなど、東証一部上場企業の倒産としては異例なほど報道が少なかった。
その後、企業再建に実績のある名古屋市の興和紡グループと、地場企業再生ファンドのジェイ・ウィル・パートナーズが出資を表明。5月29日、江守商事を含む主要な事業子会社8社の株式の全てを両社が出資する新会社「合同会社江守コーポレーション」に譲渡、卸売事業の再建と、社員の雇用の継続を目指すこととなった。
事業子会社を失って実質的に事業を停止した江守グループホールディングス本体は、再生計画案を東京地裁に提出し、残余の資産を売却し債権の整理回収に努めるなど、民事再生手続中である。同年10月の債権者集会を経て再生計画認可決定がなされ、11月30日に全株式の無償取得および消却を行った。

## メディア事業
かつてコンテンツ事業に乗り出すべくアニメ製作会社設立に出資し、映画『新宇宙戦艦ヤマト』（OVA『大ヤマト零号』に企画変更）を企画製作したものの、採算が取れずに他社に譲渡し清算した。